# Cumberland (métro de Chicago)
Pour les articles homonymes, voir Cumberland.

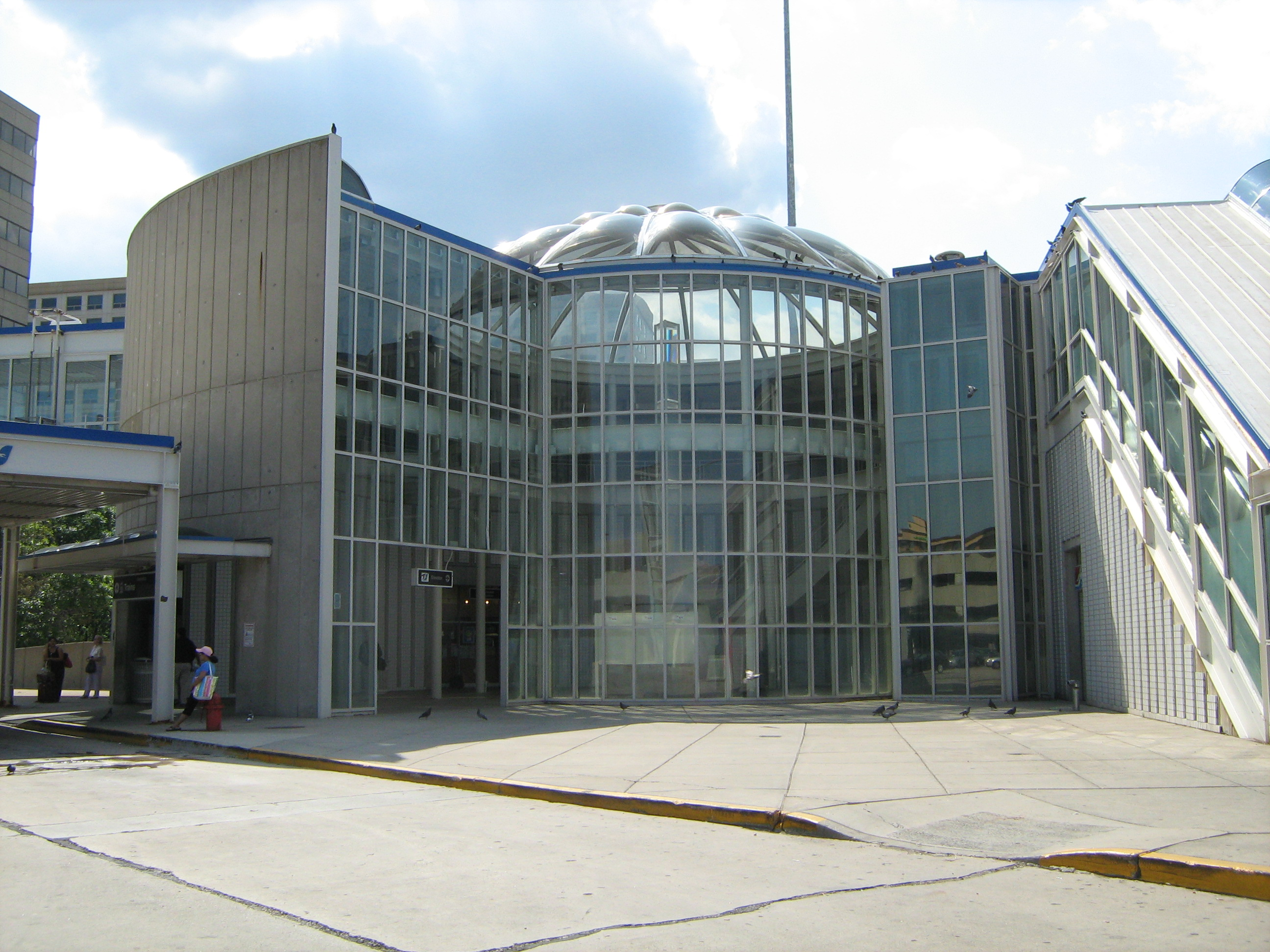
Extérieur de la station.

Cumberland est une station de la ligne bleue du métro de Chicago. Elle est située sur Cumberland Avenue dans le quartier de O'Hare, dans le nord-ouest de la ville de Chicago. Il s'agit également de la dernière station de la médiane de la Kennedy Expressway en direction de O'Hare (terminus nord de la ligne bleue).

## Description
Un grand parking de dissuasion pour 1633 véhicules y est disponible pour les navetteurs. C’est également un terminus d'autobus Greyhound. 
La station Cumberland est ouverte 24h/24 et 7jours/7 et est desservie toutes les 7 minutes en heure creuse dans chaque sens pour 2 minutes en heure de pointe. Le trajet jusqu'au secteur financier du Loop (Downtown Chicago) prend environ 33 minutes contre 7 minutes pour arriver à l'aéroport international O'Hare (Chicago O'Hare International Airport). 
L'entrée principale de la station se situe à côté de l’autoroute, pour rejoindre les quais, il faut utiliser l'une des passerelles qui enjambent la voie express. 
Construite sur base des plans de Voy Madeyski du bureau Perkins and Will, elle a ouvert dans le cadre de la première extension de la O'Hare Branch, le 27 février 1983 tout comme Rosemont et  Harlem.
Cumberland est accessible aux personnes à mobilité réduite, 1.494.144 passagers l’ont utilisée en 2008.

## Les correspondances avec le bus
Avec les bus de la Chicago Transit Authority :
- #69  Cumberland/East River
- #81W  West Lawrence

Avec les Bus Pace :
- #221 Wolf Road
- #222 Allstate Arena Express
- #223 Elk Grove-Rosemont CTA Station
- #230 South Des Plaines
- #284 Six Flags Great America Express
- #325 25th Avenue
- #326 West Irving Park
- #332 River-York Roads
- #600 Northwest Express
- #606 Northwest Limited
- #610 River Road-Prarie Stone Express
- #616 The Chancellory Connection
- #637 Wood Dale-Rosemont CTA Station [ends February 7, 2010]
- #889 Harvey/Blue Island-Rosemont Express

## Dessertes
| Nord/Ouest            |  |             |  | Sud/Est                 |
| --------------------- |  | ----------- |  | ----------------------- |
| Rosemont vers O'Hare  |  | ligne bleue |  | Harlem vers Forest Park |
| modifier sur Wikidata |  |             |  |                         |